# Pachygnatha ruanda
Pachygnatha ruanda är en spindelart som beskrevs av Embrik Strand 1913. Pachygnatha ruanda ingår i släktet Pachygnatha och familjen käkspindlar.
Artens utbredningsområde är Rwanda. Inga underarter finns listade i Catalogue of Life.